# So gewollt
So gewollt ist das dritte Studioalbum von Thomas Godoj. Es erschien am 14. Oktober 2011 auf CD bei der Plattenfirma SPV Recordings. Der Titel spielt auf die Entwicklung von Thomas Godoj an, der mit seinem ersten Album Plan A! aus dem Jahr 2008 sehr viele Kompromisse eingehen musste. Sein zweites Album Richtung G aus dem Jahr 2009 trug schon deutlich seine Handschrift und das aktuelle Album ist einfach So gewollt. Es ist das erste Album von Thomas Godoj, das er fast komplett mit seinem langjährigen Weggefährten und Bassisten Christian Bömkes geschrieben hat.

## Entstehung
Die beiden Alben Plan A! und Richtung G wurden unter dem Major Label der Firma Sony Music Entertainment herausgebracht. Thomas Godoj hatte jedoch den Optionsverlängerungsvertrag für ein drittes Album nicht unterzeichnet. Die Songs entstanden vor allem mit Christian Bömkes, mit dem er zusammen alles niederschrieb, was ihn aktuell, aber auch rückblickend bewegte. Die Themen sind vor allem Liebe, Beziehung, aber auch die Gesellschaft und seine eigene jüngste Vergangenheit als Sänger. Dieses Album wurde von ihm selbst vorfinanziert, weshalb er sich mit einem fertigen Album auf die Suche nach einem neuen Label machen konnte. Die Entscheidung, das dritte Album unter SPV zu veröffentlichen, fiel ihm nicht schwer, da sie seiner Meinung nach den Ruf hätten „ihren Künstlern die Freiheit zu geben, sich kreativ zu entfalten“, worauf er großen Wert legt.

## Cover
Das Cover wurde ebenso wie das gesamte Booklet von Jan Scheibeck gestaltet. Es zeigt einen auf einen alten Fernseher gestützten Thomas Godoj, der einen übergroßen Pappmachéhelm auf dem Kopf trägt. Abgerundet wird dieses eigenwillige Retro-Stillleben, durch einen neben ihm platzierten alten Wecker und eine alte Mustertapete im Hintergrund. Damit bedient er selbstironisch das Klischee, dass „mit dem Typ aus dem Fernsehen, nichts mehr los“ sei.
Mit dem Pappmachéhelm wurden während der Aufnahmen für das Cover eigentlich nur einige Spaßfotos gemacht. Später entschied jedoch Thomas Godoj, dass genau hiervon eines auf das Cover sollte. Passend zum Albumtitel So gewollt wollte er sich damit von den üblichen gestellten Fotos distanzieren.  Dieser Helm wurde in der Folge nicht nur das Markenzeichen des Albums, sondern war auch auf den Konzerten ein fester Bestandteil.

## Themen und Titelliste
Es ist das erste Album von Thomas Godoj, das komplett aus deutschsprachigen Songs besteht. Die Texte sind sozialkritisch, gehen selbstkritisch mit der eigenen Vergangenheit um oder beschreiben bildhaft zum Teil selbst erlebte Liebesbeziehungen.

### Gesellschaft
Ein Tag im Leben eines Anderen ist ein Song, der von einem antriebslosen Typen erzählt, der es endlich schafft, sich jeden Tag neu zu motivieren: „…die Aussicht, die dich noch am Leben hält, auf deinem Tisch da stapelt sich die Post, und Reste von Mikrowellenkost, du weißt sehr gut, was sich hier ändern muss“.
Das darauf folgende Lied Niemandsland setzt sich mit der Gleichgültigkeit der Gesellschaft auseinander. Musikalisch hat ein Kinderchor diesem Song noch eine besondere Note verliehen. Er sagt dazu selbst: „Es geht im Prinzip um Verantwortung den Mitmenschen gegenüber. Dazu hat der Song dann Metaphern aus dem alltäglichen Leben.“

### Liebe
Das Lied Dächer einer ganzen Stadt beschreibt ein Liebesabenteuer, das dem Hörer jedoch viel Interpretationsspielraum gibt. 

Refrain aus Die Dächer einer ganzen Stadt

 Die Nacht hat etwas Geheimnisvolles, sich auf die Dächer einer Stadt zu begeben und sich bei Nacht den Himmel anschauen, kann die unterschiedlichsten Stimmungen auslösen. Im Video zu seinem früheren Lied Uhr ohne Stunden saß er nachts am Fenster und hat über die Dächer einer Stadt gesehen.
Die Liebe zur Heimat Recklinghausen besingt er in Herzblut.
Vermisst du nicht irgendetwas ist ein weiteres Lied, das in die Beziehungskiste greift. Er sagt selbst,
„manchmal muss man sich gewisse Sachen von der Seele schreiben“
und das liest sich dann so: „Sag warum lernen wir laufen, wenn wir laufen um zu gehen? Warum haben wir Tränen, wenn wir Augen haben das voraus zu sehen? Warum können wir hören, wenn wir uns nicht mehr verstehen?“
Wenn ich geh’ und Meine Welt ist es nicht sind beides Songs, die schon 2005/2006 geschrieben wurden. Damals war Thomas Godoj noch Sänger bei der Band Wink, zu der auch seine heutigen Bandmitglieder Christian Bömkes, Torsten Bugiel und Sebastian Netz gehörten. Geschrieben wurden sie unter Mitwirkung von Matthias Hoffmann (der auch unter dem Pseudonym A.C.Boutsen schreibt). Wenn ich geh’ beschreibt eine Liebesbeziehung: „Wenn ich geh’ hinterlasse ich dir Spuren im Sand, komm’ doch den Wellen zuvor wenn du kannst.“ Der Song Meine Welt ist es nicht ist ein sehr melancholischer Song, der sich vieler Metaphern bedient, wie zum Beispiel „manchmal schaue ich auf, scheint die Welt verliert die Farben, weil sie es selber so macht an solchen Tagen“.

### Rückblick und Lebenswandel
Abschließen können beschäftigt sich, wie er selbst sagt damit, „dass man sich oft zu lange an alten Sachen festhält, sich zu lange von negativen Aspekten aufhalten lässt“. Viel besser wäre: „Jetzt musst du abschließen können und neu anfangen. Wofür hat das Leben einen Vorwärtsgang?“
Der Up-tempo-Song So gewollt thematisiert die eigene Vergangenheit: „Es muss Licht und Schatten geben – nicht alles, was wir anfassen, wird zu Gold, das wäre viel zu einfach – es ist schon so gewollt, so gewollt – nicht alles, was wir aufgeben, lässt uns kalt“.

## Veröffentlichungen

### Singles
Die Single Dächer einer ganzen Stadt wurde am 7. Oktober 2011 vor dem Album veröffentlicht. Nach einem Aufruf von Thomas Godoj am 19. August 2011 konnte die erste Singleauskopplung aus fünf Songs über Facebook ausgewählt werden. Eine weitere Singleauskoppelung erschien mit Herzblut am 30. März 2012 teilweise mit Liveversionen, die auf der So gewollt-Tour Ende 2011 aufgenommen worden waren.
Dächer einer ganzen Stadt
1. Dächer einer ganzen Stadt
2. Tag im Leben eines anderen

Herzblut
1. Herzblut – 3:27
2. Herzblut (Picknick Version) – 3:13
3. Herzblut (Live Version) – 3:29
4. Einen Regen lang (Live Version) – 3:32

### Musikvideos
Das Musikvideo zu Dächer einer ganzen Stadt wurde am 26. September 2011 auf den Dächern eines Wohnblockes im Berliner Bezirk Friedrichshain unter der Regie von Golo Schultz und seinem Team Golo Media gedreht. Der Zuschauer sieht abwechselnd Thomas Godoj singend über den Dächern Berlins und ein Pärchen, das die Geschichte zum Song spielt. Der junge Mann, gespielt von Franz Schönberger, dessen Leidenschaft es ist, über die Dächer zu springen und sie, die sich der Gefährlichkeit dieses Hobbys bewusst ist und ihn offensichtlich zur Vernunft bringen möchte. Letztlich sitzen beide auf dem Dach und genießen.
Das zu Herzblut gehörende Musikvideo entstand aus Mitschnitten der Liveaufnahmen, die Anfang Dezember 2011 in Recklinghausen gemacht wurden.

## Tour

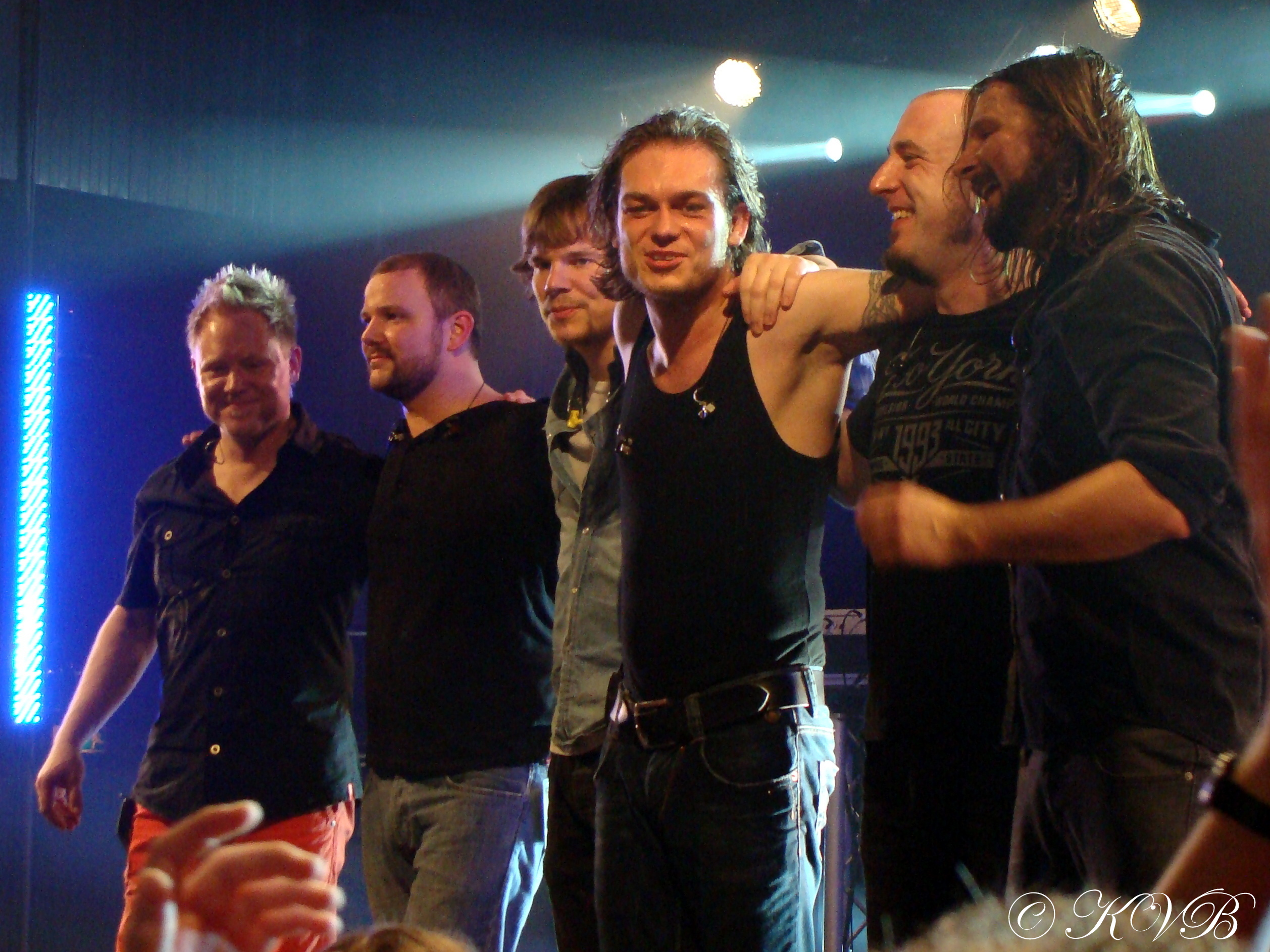
Von links: Wolfdieter Hieke, Sebastian Netz, Christian Bömkes, Thomas Godoj, Torsten Bugiel und Jörg Weisselberg

Die gleichnamige Tour zum Album So gewollt eröffnete die Band am 3. und 4. Dezember 2011. Dieses Datum wählte er für den Tourauftakt, da er seit 2008 zu Nikolaus regelmäßig in Recklinghausen gastiert. Während dieser Konzerte wurden Filmaufnahmen für eine Live-DVD/-CD gemacht. Die zehn Termine im Dezember 2011 waren ausverkauft. Wie auch die Tourneen zuvor wurde auch diese von der Booking-Agentur Four Artists organisiert und beworben. Bevor jedoch die eigentliche Tour startete, hatte Lichtblicke e.V., die Auktionen für einen guten Zweck, für unverschuldet in Not geratener Familien und Kindern aus Nordrhein-Westfalen, eines der So-gewollt-Konzerte versteigert. Diese Versteigerung eines „Wohnzimmerkonzertes mit Thomas Godoj“, brachte 8.100 Euro ein.

## Pressestimmen
Die Meinungen zum Album sind überwiegende wohlwollend. So wertet das Onlinemagazin Albumcheck.de den Longplayer als authentisch und ungeschliffen, der mit zahlreichen Klangfacetten gespickt schön anzuhören sei und für entertainment-base.de fasziniere So gewollt durch seine unverblümte Sprache und bestäche durch seine musikalische Eindringlichkeit.
Selbst metalblaze.at schreibt eine Rezension zu So gewollt: Geboten würde ziemlich geradliniger Pop-Rock der Marke Sunrise Avenue, welcher schön radiotauglich produziert wäre und bestimmt niemandem wehtäte. Es zeigten sich alle Songs, außer dem recht flotten Titeltrack So gewollt, für abgehärtete Ohren aus Stahl ziemlich ruhig und auch nervig eingängig. Zur Bewertung dürften diejenigen, welche liebend gerne Ö3- und Popzeug hörten, der Wertung mindestens 2 Punkte hinzufügen und sich über, ein für ihre Genreverhältnisse, ‚hartes‘ Album freuen.
Eine negative Kritik erfährt das Album von showbiz.de. Sie vermissen die Höhen und Tiefen, auch fehlte das Überraschungsmoment. Einfache Wahrheiten, eingängige Melodien, ohne dabei jemals platt zu wirken: Das wäre Thomas Godojs Erfolgsrezept. Doch immer wieder simple Lebenswahrheiten hübsch zu verpacken, empfindet showbiz.de als Sackgasse. Musikalisch sei seine Musik nach wie vor handwerklich gut gemachter, solider Poprock.
Ganz anders nimmt es cdstarts.de wahr: Nachdenkliche und charismatische Texte über die Unwägbarkeiten des Lebens, des Liebens und der Gewissheit, das es doch immer weiter geht, träfen auf pop-rockige Arrangements, solide Musikalität und die Stellung als Underdog, dem trotz des rauen Alltags die zarte Seite nicht abhandengekommen sei. Unter anderem erzählte Dächer einer ganzen Stadt vom Gefühl schwereloser Glückseligkeit und täte mit seiner Euphorie alles dafür, so auch beim Hörer anzukommen. Abschließend resümieren sie Thomas Godoj musiziere und texte auf seinem dritten Album in einer Qualität, die Spaß machen und quasi nebenbei die Gewissheit verbreiten würde, trotz DSDS-Vergangenheit nicht schon bald im musikalischen Nichts zu landen. Wenn es dann noch frisch und geistesgegenwärtig zuginge, wie auf So Gewollt, dann sei das schon ein echter Glücksfall.